# Meat City
Meat City är en sång av John Lennon, utgiven 1973 på albumet Mind Games. Låten skrevs 1971 när Lennon hade flyttat till New York med titeln Shoeshine. När Lennon arbetade med material till Mind Games skrev han om texten på låten och kallade den för Meat City.